# Valfitz
Valfitz este o comună din landul Saxonia-Anhalt, Germania.